# شهرستان استیلواتر (مونتانا)
شهرستان استیلواتر، مونتانا (به انگلیسی: Stillwater County, Montana) یک سکونتگاه مسکونی در ایالات متحده آمریکا است که در ایالت مونتانا واقع شده‌است.

## خصوصیات
شهرستان استیلواتر ۴٬۶۷۴٫۹۵ کیلومترمربع مساحت دارد.